# 下環街
下環街 （葡萄牙語：Rua da Praia do Manduco）是澳門最古舊的街道之一。由北起李加祿街與打鐵斜巷交匯處開始，南至河邊新街交界。原本是一個小灣岸邊，19世紀後期被內港填海工程填平，將海岸線推到河邊新街，從沿岸邊建成向內彎曲的街道。

## 名稱由來
以前下環街海邊附近有蛤蟆石，當中在一幅繪製於1948年地圖中發現，下環街邊仍為一片海灘，并用字母「P」標注，其名為“Praia do Manduco”(蛤蟆灣)。
澳門南部半島東西海岸線對開，有東面南環與西面北環兩個海灣，1872年北環進行大規模填海造地工程，海灣因此消失，沿海的下環街也變成內街。

## 歷史沿革
下環街一直是澳門開埠後的商貿中心、轉運碼頭和物資集散地。葡萄牙人開始定居澳門，最初便是在下環街一帶與華人做買賣。鴉片戰爭前，英國商人將走私鴉片貯藏在下環街一帶。在漁業繁榮的時期，每天都有大量漁船靠泊下環街附近的碼頭。
填海工程最早開始於1850年，由內港三巴仔橫街至下環街的一段地方被填成陸地。當時，海岸位於現在的下環街，岸上零散分佈一些屋舍，居住澳門手工業者和貿易商人。
下環街市最初設在小市街與下環街交界處興建一座兩層建築物，底層為下環街市，樓上就開設海鏡戲院，因此街市亦被稱海鏡街市。戲院在50年代歇業後，下環浸信會在1961年購買街市舊樓，改建為教會場所。
均益炮竹廠大約於1950年興建，主要用途為提供高級員工住宿以及局部作為倉庫之用。自70年代末結業，荒廢後由於建築物因結構嚴重損毀，2013年7月文化局在得到業權人的同意下拆卸。
現在下環街已成為最大民生區，當中街道已經有超級市場超過5間以上，而且馬路兩旁有市政署規劃小販區。

## 相關街道
- 李加祿街
- 打鐵斜巷
- 河邊新街